# Кушников, Павел Иванович
Павел Иванович Кушников (24 августа 1893, Санкт-Петербург — неизвестно) — российский гимнаст и советский тренер. Участник летних Олимпийских игр 1912 года.

## Биография
Павел Кушников родился 24 августа 1893 года в Санкт-Петербурге.
В 1912 году вошёл в состав сборной Российской империи на летних Олимпийских играх в Стокгольме. Выступал в соревнованиях по спортивной гимнастике в личном многоборье. Занял 38-е место, набрав 90,00 балла и уступив 45,00 балла завоевавшему золото Альберто Бралье из Италии. Кушников стал лучшим среди российских гимнастов, опередив трёх товарищей по команде — Александра Ахюна, Семёна Куликова и Фёдора Забелина.
В отдельных упражнениях Кушников показал лучший результат на перекладине — 24,75, на брусьях он набрал 24,00, на кольцах — 21,50, на коне — 19,25.
По воспоминаниям Фёдора Забелина, Кушников по профессии к моменту выступления на Олимпиаде был служащим, а о том, что вошёл в состав сборной России, узнал примерно за полтора месяца до старта.
После революции 1917 года остался в Советской России.
В 1938 году возглавил первую детско-юношескую спортивную школу в Ленинграде.
В 1973 году проживал в Ленинграде на улице Желябова.
Кавалер ордена Трудового Красного Знамени.
Дата смерти неизвестна.